# Municipio de Elk (condado de Sanilac)
El municipio de Elk (en inglés, Elk Township) es un municipio del condado de Sanilac, Míchigan, Estados Unidos. Tiene una población estimada, a mediados de 2021, de 1515 habitantes.

## Geografía
Está ubicado en las coordenadas 43°16′57″N 82°49′40″O / 43.28250, -82.82778. Según la Oficina del Censo de los Estados Unidos, tiene una superficie total de 92.40 km², de la cual 92.38 km² corresponden a tierra firme y 0.02 km² son agua.

## Demografía
Según el censo de 2020, en ese momento había 1522 personas residiendo en la zona. La densidad de población era de 16,5 hab./km². El 93.17 % de los habitantes eran blancos, el 0.53 % eran afroamericanos, el 0.39 % eran amerindios, el 0.07 % era asiático, el 1.05 % eran de otras razas y el 4.80 % eran de una mezcla de razas. Del total de la población, el 4.14 % eran hispanos o latinos de cualquier raza.